# Lijevo Željezno
Lijevo Željezno is een plaats in de gemeente  Martinska Ves in de Kroatische provincie Sisak-Moslavina. De plaats telt 18 inwoners (2001).